# Maçka Demokrasi Parkı
Il Maçka Demokrasi Parkı (in italiano "Parco della Democrazia di Maçka") è un parco urbano che si trova nel quartiere di  Maçka ad Istanbul.
Il parco è molto ricco di vegetazione con centinaia di esemplari alberi, tra cui tigli, pioppi, castagni, querce, acacie, sicomori, ontani e frassini. All'interno del parco ci sono aree con attrezzature sportive, percorsi per fare jogging, diversi viali e giochi per bambini. Sono presenti anche dei caffè e alcuni ristoranti, oltre ad un'isola artificiale e nove fontane.
È uno dei luoghi frequentati dai fotografi, soprattutto al tramonto e con tempo nevoso.

## Attentato del dicembre 2016
Il 10 dicembre 2016 il parco è stato teatro di un attentato suicida rivendicato dai Falchi per la liberazione del Kurdistan, un gruppo legato al PKK curdo, che ha causato la morte di quattro agenti di polizia e di un civile.